# Neuroxena truncatus
Neuroxena truncatus är en fjärilsart som beskrevs av Rothschild 1933. Neuroxena truncatus ingår i släktet Neuroxena och familjen björnspinnare. Inga underarter finns listade i Catalogue of Life.